# Centre interdisciplinaire de recherche en opérationnalisation du développement durable
 (mars 2017).
Le Centre interdisciplinaire de recherche en opérationnalisation du développement durable (CIRODD) est un centre de recherche basé à Montréal, au Québec et fondé en 2013,.

## Description
Issu du Fonds québécois de la recherche sur la nature et les technologies (FRQNT) et du Fonds québécois de recherche société  et culture (FRQSC), le CIRODD est le premier regroupement stratégique en développement durable au Québec.
Le CIRODD regroupe plus de quatre-vingts professeurs-chercheurs de 11 universités, de trois cégeps et de deux centres de transfert technologique. Ces chercheurs œuvrent dans les domaines de l'analyse du cycle de vie, de la responsabilité sociale des entreprises, de la réingénierie des procédés, du génie des procédés, des politiques et de la législation de l'environnement, de l'écoconception, de la symbiose industrielle, de la logistique verte, de la mesure et de l'analyse de la durabilité, de l'économie verte et de l'innovation durable.
La mission du CIRODD est de « réaliser, coordonner, intégrer et transférer les recherches en opérationnalisation du développement durable dans l'objectif ultime de faciliter l'émergence d'une économie verte ».

## Comité de direction
- Directeur général : Réjean Samson (Polytechnique Montréal)
- Directrice exécutive : Laure Waridel (Polytechnique Montréal)
- Directeurs associés : Mohamed Cheriet (École de technologie supérieure), Marie-Andrée Caron (UQAM), Louise Millette (Polytechnique Montréal) et Daoud Aït-Kadi (Université Laval)
- Membres invités : Pierre Blanchet (Université Laval) et Claude Villeneuve (UQAC).

## Programmation de recherche
- Axe 1 : Mesure du développement durable: analyse du cycle de vie, indicateurs sociaux et socioéconomiques, outils quantitatifs[5].
- Axe 2 : Outils d’opérationnalisation pour les entreprises : ré-ingénierie des processus et logistique verte, symbioses industrielles, éco-conception, économie circulaire, design durable et consommation responsable.
- Axe 3 : Outils d’intégration socioéconomiques: responsabilité sociale de l’entreprise, marché vert et éco-industries, politique et législation, innovation scientifique durable.
- Axe 4 : Mise en œuvre du développement durable dans sept secteurs d’activités stratégiques du Québec
- Secteurs stratégiques : aéronautique, foresterie, mobilité et transport, TIC, bâtiments, mines, agriculture et agro-alimentaire

## Institutions participant au CIRODD
- Quatre universités principales : École de technologie supérieure, Polytechnique Montréal, Université du Québec à Montréal et Université Laval.
- Sept autres universités : HEC Montréal, McGill, Université de Montréal, Université de Sherbrooke, Université du Québec à Chicoutimi, Université du Québec à Trois-Rivières et Université du Québec en Abitibi-Témiscamingue.
- Cégeps : Cégep de St-Félicien, Cégep du Vieux Montréal et Cégep de Sorel-Tracy.
- Centres de transfert technologiques : Centre de transfert technologique en écologie industrielle du Cégep de Sorel-Tracy et le Centre d’étude en responsabilité sociale et écocitoyenneté (CÉRSÉ).